# Јеротеј Јерусалимски
Патријарх Јеротеј (грч. Πατριαρχης Ιεροθεος; око 1815, Самос – 23. јуна 1882, Јерусалим) – епископ Јерусалимске православне цркве, патријарх јерусалимски и све  Палестине 1875-1882.

## Биографија
Пореклом са острва Самос. 19. маја 1875. постао је патријарх јерусалимски.
Под њим су се наставила унутрашња превирања у Јерусалимској патријаршији, па је патријарх уложио много напора да смири своју паству. Немири су се углавном тицали бугарског питања, у коме је претходни патријарх Прокопије стао на страну Цариградске патријаршије, признавши Цариградски сабор 1872. године. Ова позиција била је у супротности са политиком Русије и Московске патријаршије, која је допринела избору јеротеја на патријаршијски трон.
Истовремено, руска влада је конфисковала имања Гроба Господњег у Бесарабији и на Кавказу, сматрајући да се њима не управља како треба; ово је у великој мери нарушило финансијски положај Јерусалимске патријаршије. Због тога је затворена Богословска школа Часног Крста (обновљена је 1881. године, када је руска влада вратила одузета имања Патријаршији).
Преминуо 23. јуна 1882. године.